# Ostróda
Ostróda (del alemán: Osterode) es una ciudad del condado de Ostróda en Varmia y Masuria, Polonia, con 33.191 habitantes al 31 de diciembre de 2009. Se encuentra en el distrito de los lagos de Masuria y es un sitio turístico en crecimiento debido a sus relajantes entorno natural.

## Historia
Ostróda tiene sus orígenes en un antiguo asentamiento prusiano antiguo ubicado en una isla en el delta donde el río Drwęca desemboca en el lago Drwęca. En 1270 la Orden Teutónica comenzó la construcción de terraplenes de madera para controlar el asentamiento original, así como la defensa de los colonos masurios y alemanes iniciales. Los caballeros nombraron a la nueva ciudad por Osterode por la ciudad de Osterode am Harz en la Baja Sajonia, Alemania (ahora una ciudad hermana de Ostróda). Entre 1349-1370 la Orden sustituyó la madera y la tierra fuerte con un castillo de piedra. La ciudad, cuya carta tradicional data de 1335, se convirtió rápidamente en un centro administrativo regional de la Orden.
Después de la batalla de Grunwald en 1410, Klaus von Döhringen conquistó el castillo de Osterode y entregó la ciudad al victorioso Vladislao II de Polonia. El rey de Polonia trajo el cuerpo de Ulrich von Jungingen allí antes de viajar a sitiar Marienburg (Malbork); tras el reagrupamiento de los Caballeros Teutónicos recapturaron Ostróda unos meses más tarde.

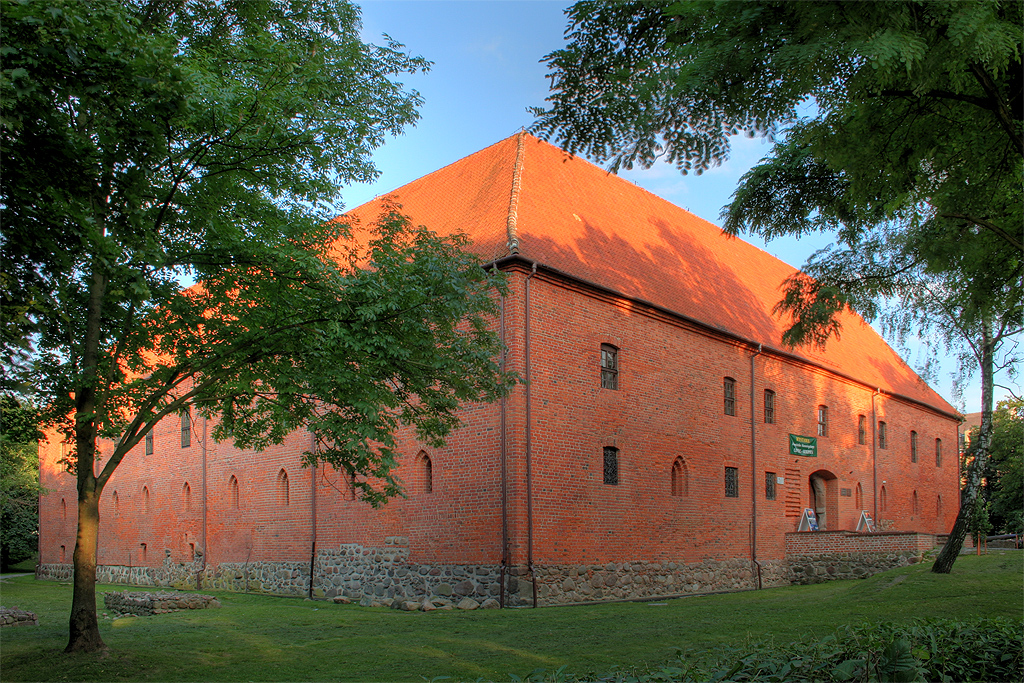
Castillo de Ostróda

Durante la Guerra de los Trece Años (1454-1466), Osterode fue capturada en varias ocasiones tanto por los polacos y la Confederación Prusiana, de un lado, y los Caballeros Teutónicos, por el otro. Desde 1525 hasta 1701 Osterode formaba parte de la Prusia ducal, un feudo de Polonia, y después de 1701 parte del Reino de Prusia. La mayoría de los habitantes eran protestantes y los libros evangélicos de la iglesia se remontaban al siglo XVII. En 1818 se convirtió en sede de un Kreis (distrito) del Reino de Prusia. En 1871 Osterode se incluyó en el recién formado Imperio alemán.
Como resultado del tratado de Versalles, el 11 de julio de 1920 el plebiscito de Varmia y Masuria se organizó bajo el control de la Sociedad de Naciones, lo que dio como resultado un 97,81% de los votos para permanecer en Alemania y un 2,19% para Polonia.
Osterode perdió su población judía antes de la guerra a través del exterminio de la Alemania nazi (ver Holocausto).
El 21 de enero de 1945 Osterode fue ocupada por el Ejército Rojo soviético sin luchar pero el 70% de la ciudad fue destruida después por los incendios. La mayor parte de su población trataron de escapar hacia el oeste a lo largo de la evacuación de Prusia Oriental. Con la conquista por parte de la Unión Soviética y la Conferencia de Potsdam la ciudad quedó bajo administración polaca y su población alemana antes de la guerra fue substituida por polacos.
A pesar de que estaba previamente en el voivodato de Olsztyn de 1975 a 1998, Ostróda ha sido situada en el de Varmia y Masuria desde 1999.

## Relaciones internacionales

### Ciudades hermanas
Ostróda está hermanada con:
- Osterode am Harz, Alemania
- Neman, Rusia
- Šilutė, Lituania
- Tauragė, Lituania